# Tomales Bay

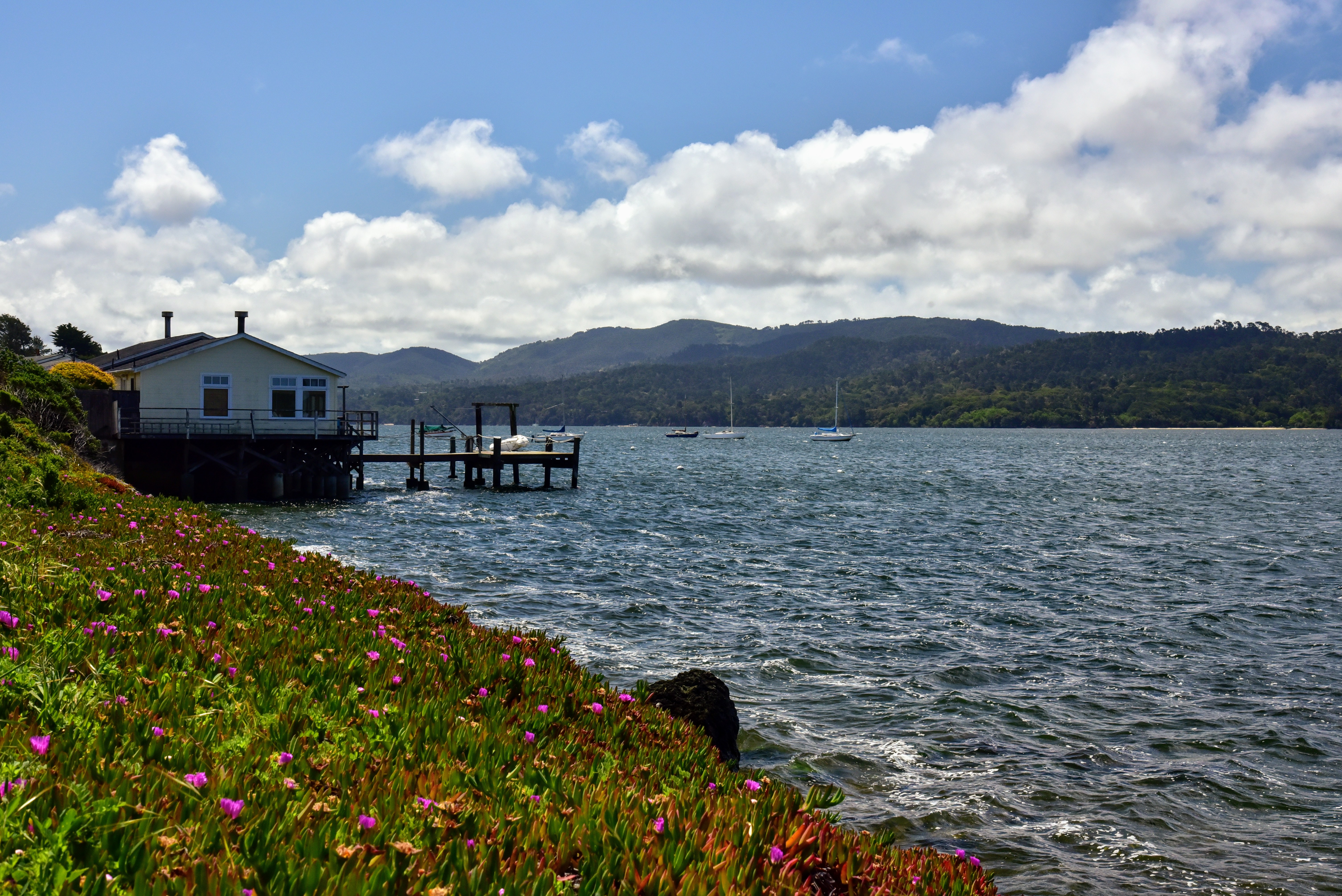
Tomales Bay (2018)

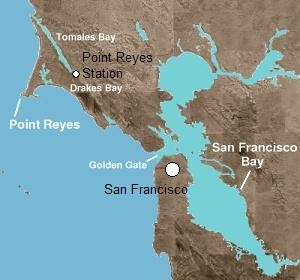
Reliefkarte der San Francisco Bay

Tomales Bay ist eine lange, schmale Bucht des Pazifischen Ozeans im Marin County in Nordkalifornien in den Vereinigten Staaten. Sie liegt ungefähr 50 km nordwestlich von San Francisco.

## Geographie
Die Bucht ist ungefähr 25 km lang und durchschnittlich 1,6 km breit, sie trennt die Halbinsel Point Reyes vom Festland des Marin County ab. An ihrem nördlichen Ende öffnet sie sich zur Bodega Bay, die sie vor den Strömungen des Pazifischen Ozeans schützt.
Zu den an Tomales Bay angrenzenden Ortschaften gehören Inverness, Inverness Park, Point Reyes Station und Marshall. Weitere Weiler sind Nick’s Cove, Spengers, Duck Cove, Shallow Beach und Vilicichs. Dillon Beach liegt nördlich der Mündung der Bucht und Tomales im Osten.
Die Bucht bildet die östliche Grenze der Point Reyes National Seashore. Tomales Bay ist von der California Bays and Estuaries Policy für den Naturschutz anerkannt. Von besonderem Interesse ist die Biolumineszenz, die von Juni bis November beobachtet werden kann.
Die Bucht bildete sich entlang eines untergetauchten Teils der San-Andreas-Verwerfung. Ein kleiner Lehrpfad zu den Wirkungen der Erdbeben auf die Region und insbesondere des großen Erdbebens von San Francisco 1906 steht am Besucherzentrum der Point Reyes National Seashore auf der Halbinsel.

## Wirtschaftliche Nutzung
Die Zucht von Austern ist ein wichtiger Wirtschaftszweig in der Bucht. Die beiden größten Produzenten sind Tomales Bay Oyster Company und Hog Island Oyster Company, die beide Austern für die Öffentlichkeit verkaufen und Picknickplätze an der Ostküste anbieten. Das Kalifornische Amt für Umweltverträglichkeitsprüfung (OEHHA) hat eine Empfehlung für sicheres Essen für hier gefangenen Fisch und Meeresfrüchte entwickelt, die auf dem Quecksilber- oder PCB-Gehalt lokaler Arten basiert.
Die Hänge östlich der Tomales Bay werden von Kühen der örtlichen Molkereien beweidet. Es gibt auch Weideland westlich der Bucht auf Farmen und Ranches, die von Point Reyes National Seashore gepachtet werden.

## Touristische Nutzung
In der Bucht gibt es zahlreiche Wassersportarten wie Baden, Schwimmen, Segeln, Kajakfahren, Angeln und Motorbootfahren. Wasserfahrzeuge können in der Tomales Bay von der öffentlichen Bootsrampe in Nick’s Cove nördlich von Marshall aus gestartet werden. Die Sandbank an der Mündung der Tomales Bay ist bekanntermaßen gefährlich und hat eine lange Geschichte von Unfällen mit kleinen Booten.